# Come Out and Play Tour 2011
Pour les articles homonymes, voir Come Out and Play.
Come out and play tour 2011 est une tournée de la chanteuse Kim Wilde en 2011.

## Dates et lieux
- 19 février 2011, Spirgarten, Zurich (Suisse)
- 21 février 2011, Musical Dome, Cologne (Allemagne)
- 22 février 2011, Alte Oper, Frankfurt (Allemagne)
- 23 février 2011, Tempodrom, Berlin (Allemagne)
- 25 février 2011, Rosengarten, Mannheim (Allemagne)
- 26 février 2011, Muffathalle, Munich (Allemagne)
- 27 février 2011, König Pilsener Arena, Oberhausen (Allemagne)
- 1er mars 2011, Theaterhaus, Stuttgart (Allemagne)
- 2 mars 2011, Kulturpalast, Dresden (Allemagne)
- 3 mars 2011, Westfalenhalle, Dortmund (Allemagne)
- 4 mars 2011, CCH2, Hamburg (Allemagne)
- 18 mars 2011, La Cigale, Paris (France)
- 20 mars 2011, Tivoli, Utrecht (Pays Bas)

## Setlist
- King of the world
- Chequered love
- Hey you / Take me tonight
- The second time
- Anyplace, anywhere, anytime
- Words fell down
- Lights down low
- Real life
- I want what I want
- Suicide
- Cambodia
- Never trust a stranger
- View from a bridge
- Jessica
- Love blonde
- Thought it was goodbye
- Sleeping satellite
- Together we belong
- My wish is your command
- This paranoia
- You keep me hangin' on
- Forever young
- Get out
- You came
- Kids in America